# Emma Lennartsson (fotbollsspelare)
Emma Margareta Lennartsson, född 23 april 1991, är en svensk fotbollsspelare som spelar för Linköpings FC i Damallsvenskan.

## Karriär
Lennartssons moderklubb är Norsholms IF. Hon har därefter spelat för Kimstad GoIF, Saltängens BK och IFK Norrköping.
I januari 2013 värvades Lennartsson av Linköpings FC. Inför säsongen 2019 blev hon utsedd till lagkapten. I november 2020 förlängde Lennartsson sitt kontrakt med ett år. I november 2022 förlängde hon sitt kontrakt med två år. I november 2024 förlängde Lennartsson sitt kontrakt med ett år.

## Meriter
Linköpings FC
- Damallsvenskan: 2016, 2017
- Svenska cupen: 2013/2014, 2014/2015